# Cantó d'Ais de Provença Sud-Oest
El cantó d'Ais de Provença Sud-Oest és un cantó francès del departament de les Boques del Roine, situat al districte d'Ais de Provença. Té 2 municipis i part del d'Ais de Provença.

## Municipis
- Ais de Provença
- Aguilha
- Mairuelh

## Barris d'Ais de Provença que comprèn el cantó
- Luynes
- Les Milles
- Les Granettes
- Brédasque
- Jas-de-Bouffan
- Pont-de-l'Arc
- La Parade
- La Beauvalle
- Les Deux-Ormes
- Saint-Mitre
- La Duranne
- Pey-Blanc
- Fenouillères
- La Cible
- Valcros

| Data d'elecció                           | Identitat              | Partit        | Qualitat |
| ---------------------------------------- | ---------------------- | ------------- | -------- |
| 1967-1973                                | M. Ferréol             | Divers droite |          |
| 1973-1979                                | André Honnorat         | PS            |          |
| 1979-1998                                | Jean-François Picheral | PS            |          |
| 1998-                                    | André Guinde           | PS            |          |
| les dades anteriors no són pas conegudes |                        |               |          |